# Tir aux osselets
Le Tir aux osselets est un jeu mongol qui consiste à tirer des sortes de dominos de marbre sur des osselets de moutons qui doivent tomber dans des zones données. Il a été classé en 2014 au Patrimoine culturel immatériel de l’humanité de l'UNESCO.
Les jeux d'osselets lié à certaines parties des animaux qu'ils élèvent, sont liés à des rites religieux, aussi, les joueurs entonnent des mélodies et des chansons traditionnelles pendant les parties et possèdent des vêtements liés à leur rang.
Ce jeu se joue par équipes composées de 6 à 8 joueurs. Les blocs de marbre sont lancés depuis une planche en bois lisse et doivent atteindre les osselets à faire tomber dans les zones désirées.
Chaque joueur possède son propre instrument de tir qu'il aura appris à fabriquer par des anciens. Les équipes peuvent mêler des gens d'horizons différents, participant à la cohésion sociale des nomades des steppes.